# Friheds- og demokratidagen
Friheds- og demokratidagen er en national helligdag i Tchad, som fejres den 1. december. Regeringens kontorer og forretninger lukker. Helligdagen fejrer Idriss Débys væltning af Hissène Habré i 1990.